# Karin Goethert
Karin Goethert, geborene Polaschek (* 29. Januar 1943 in Berlin; † 8. Juni 2023 in Pluwig) war eine deutsche Klassische Archäologin.

## Leben
Sie studierte ab dem Sommersemester 1962 Klassische Archäologie und Alte Geschichte an der Freien Universität Berlin, unterbrochen von je einem Semester an den Universitäten Freiburg und Marburg. Sie wurde 1969 bei Friedrich Wilhelm Goethert an der FU Berlin promoviert. 1974 begann sie ihre Tätigkeit am Rheinischen Landesmuseum Trier, das sie seit 1993 stellvertretend und seit Oktober 2005 kommissarisch leitete. Anfang 2008 trat sie in den Ruhestand.
Verheiratet war sie mit dem Archäologen Klaus-Peter Goethert.

## Schriften (Auswahl)
Siehe Jürgen Merten: Bibliographie Karin Goethert. In: Trierer Zeitschrift 71/72, 2008/2009, S. 9–13 (Digitalisat).
- Untersuchungen zu griechischen Mantelstatuen. Der Himationtypus mit Armschlinge. Dissertation Berlin 1969 (mit Lebenslauf).
- Studien zur Ikonographie der Antonia minor (= Studia archaeologica 15). Rom 1973.
- Porträttypen einer claudischen Kaiserin (= Studia archaeologica 17). Rom 1973.
- Katalog der römischen Gläser des Rheinischen Landesmuseums Trier (= Trierer Grabungen und Forschungen 9). Mainz 1977.
- Katalog der römischen Lampen des Rheinischen Landesmuseums Trier. Bildlampen und Sonderformen (= Trierer Grabungen und Forschungen 15). Mainz 1985.
- mit Wolfgang Binsfeld, Lothar Schwinden: Katalog der römischen Steindenkmäler des Rheinischen Landesmuseums Trier 1. Götter und Weihedenkmäler (= Trierer Grabungen und Forschungen 12, 1; Corpus signorum imperii Romani, Deutschland 4, 3). Mainz 1988
- Römische Lampen und Leuchter. Auswahlkatalog des Rheinischen Landesmuseums Trier (= Schriftenreihe des Rheinischen Landesmuseums Trier 14). Trier 1997.
- mit Peter Hoffmann, Joachim Hupe: Katalog der römischen Mosaike aus Trier und dem Umland (= Trierer Grabungen und Forschungen 16). Trier 1999.
- Kaiser, Prinzen, prominente Bürger. Römische Bildniskunst des 1. und 2. Jahrhunderts n. Chr. im Rheinischen Landesmuseum Trier (= Schriftenreihe des Rheinischen Landesmuseums Trier 25). Trier 2002.